# Anita Skorgan
Anita Skorgan (Gotemburgo, Suecia,13 de noviembre de 1958) es una cantante y compositora noruega. Estuvo casada con Jahn Teigen, otro cantante y compositor noruego de éxito. Juntos tuvieron una hija.

## Festival de Eurovisión
Representó a Noruega en el Festival de Eurovisión un total de cinco veces, dos de ellas como solista, una junto a Jahn Teigen, otra haciendo los coros a Finn Kalvik en 1981 y repitiendo haciendo los coros al mismo Jahn Teigen en 1983. En el Festival de la Canción de Eurovisión 1977 que se celebró en Londres cantó "Casanova", finalizando en 14.ª posición. Dos años después, en Jerusalén, participó en el Festival de la Canción de Eurovisión 1979, con un poco más de fortuna, con la canción "Oliver", alcanzando la 11.ª plaza. De nuevo en Inglaterra, volvió a actuar en el Festival de la Canción de Eurovisión 1982 junto a su por entonces marido, Jahn Teigen. Ella tocaba el piano, y ambos cantaron "Adieu" que acabó en 12.ª posición, quizá inspirada en su vida privada. Entre los dos aparecieron en el Festival de Eurovisión entre 1977 y 1983, juntos, por separado o haciendo los coros un total de seis veces.
Anita volvió a representar a Noruega en el Festival como coautora y haciendo coros en 1988, donde la canción "For vår jord" (Para nuestra tierra) acabó quinta, cantada por Karoline Krueger. También fue un de las autoras del tema "You Used To Be Mine", que quedó quinta en la preselección noruega en 1999.
Además de su carrera musical, ha aparecido en películas como Prima Veras saga om Olav den hellige en 1983 y en Stjerner i sikte en 1997.
En 2004 fundó la banda Queen Bees.

### 2013
En 2013 Anita participaría de la segunda temporada del reality show musical más exitoso de Noruega Hver Gang Vi Motes (Cada vez que nos reunimos) al lado de grandes nombres de la música noruega como Lene Marlin, Marion Raven, Ole Paus, Kurt Nilsen, Magnus Gronneberg y Morten Abel, en el programa fueron interpretadas varias de sus canciones más representativas entre ellas 'Casanova' interpretada por Marion Raven.